# 菲盖拉 (佩纳菲耶尔)
菲盖拉是葡萄牙波尔图区的一个堂区。总面积6.35平方公里，总人口351人，人口密度55.3人/平方公里。